# Монтжуїк (канатна дорога)
41°22′07″ пн. ш. 2°09′48″ сх. д. / 41.36871° пн. ш. 2.16335° сх. д.
Монтжуїцька канатна дорога (кат. Telefèric de Montjuïc) — канатна дорога у Барселоні, Каталонія, Іспанія. Канатна дорога прямує від нижньої кінцевої станції, де є пересадка до верхньої станції парк Монтжуїк фунікулера Монтжуїк, і піднімається вище на пагорб Монжуїк до станції біля замку Монтжуїк на вершині пагорба. У своїй середній точці 
лінія має поворот на 90 градусів, і кабіни проходять через станцію Мірадор, хоча в цій точці зупиняються лише кабіни що прямують до долу.
Канатна дорога була введена в експлуатацію в 1970 році, замінивши колишню верхню дільницю фунікулера Монжуїк. о відкриттю, використовував відкриті кабінки. Була закрита з жовтня 2004 року по травень 2007 року, для капітального ремонту з метою збільшення пасажирообігу. Одночасно відкриті кабіни замінили 55 новими закритими кабінами.
Довжина канатної дороги становить 752 м і піднімається на вертикальну відстань 84,55 м зі швидкістю 2,5 м/с. Кабіни повільно рухаються, проїжджаючи станцію, щоб пасажири могли сісти на борт або вийти. Дві кабіни обладнані для перевезення інвалідних колясок. Лінія експлуатується компанією Transports Metropolitans de Barcelona (TMB), але, на відміну від фунікулера Монжуїк, вона не є частиною інтегрованої тарифної мережі Autoritat del Transport Metropolità (ATM). Окремі квитки потрібно придбати перед посадкою.
Канатну дорогу Монжуїк не варто плутати з повітряним трамваєм Порт-Велл, який перетинає Порт-Велл, стару гавань Барселони та сполучає пагорб Монжуїк з приморським передмістям Барселонета.